# Cephalozia schusteri
Cephalozia schusteri là một loài rêu trong họ Cephaloziaceae. Loài này được S.K. Singh & D.K. Singh mô tả khoa học đầu tiên năm 2007.